# Phereoeca
Phereoeca is een geslacht van vlinders van de familie echte motten (Tineidae), uit de onderfamilie Tineinae.

## Soorten
- P. allutella (Rebel, 1892)
- P. barysticta (Meyrick, 1927)
- P. lodli Vives, 2001
- P. praecox Gozmány & Vári, 1973
- P. proletaria (Meyrick, 1921)
- P. spharagistis (Meyrick, 1911)
- P. uterella (Walsingham, 1897)